# 保税区駅 (大連市)
座標: 北緯39度3分35.4秒 東経121度48分10.6秒 / 北緯39.059833度 東経121.802944度
保税区駅（ほぜいく-えき）は中華人民共和国遼寧省大連市金州区に位置する大連地下鉄3号線の駅である。

## 駅周辺
大連経済技術開発区内に位置する。
- 大連東科学院

## 歴史
- 2003年5月1日 - 開業。

## 隣の駅
大連公交客運集団有限公司
■大連地下鉄3号線
開発区駅 - 保税区駅 - （高木山駅） - 双D港駅